# Hoplodrina marginepicta
Hoplodrina marginepicta är en fjärilsart som beskrevs av Felix Bryk 1948. Hoplodrina marginepicta ingår i släktet Hoplodrina och familjen nattflyn. Inga underarter finns listade i Catalogue of Life.